# Ruta D-35
La ruta D-35, también conocida como avenida La Cantera, es una ruta regional primaria que se encuentra en el norte Chico de Chile en Coquimbo. En su recorrido de 6,3 km, une la Ruta 43 con el sector de Cantera Baja y también con la Avenida Costanera.
El rol asignado a esta ruta regional fue ratificado por el decreto supremo 656 del Ministerio de Obras Públicas del 29 de julio de 2004. En febrero de 2014 se iniciaron las obras para ensanchar la ruta D-35, y en abril de 2015 fue entregada al tránsito público la doble vía de la arteria vial, que anteriormente contaba con solo un carril por sentido.

## Recorrido
Recorrido: 6,3 km (km 0 a 6).
- Provincia de Elqui: Ruta 43 (km 0) Cementerio Parque de Coquimbo (km 2) Ruta 5 Panamericana La Serena-Coquimbo (km 5) Avenida Costanera (km 6).